# 레시 센터
레시 센터(Resch Center)은 미국 위스콘신주 그린베이에 위치한 실내 경기장이다.